# Nati nel 1996/Luglio
| Questa pagina contiene informazioni ricavate automaticamente dalle voci biografiche con l'ausilio del template Bio e di un bot. L'aggiornamento è periodico e automatico e ricostruisce completamente la pagina. Se manca una persona in questa lista, sei pregato di non aggiungerla, ma accertati piuttosto che la sua voce biografica contenga il template Bio e che i dati anagrafici siano correttamente compilati. Se il template Bio manca, inseriscilo tu stesso o, in alternativa, metti l'avviso {{tmp\|Bio}} che ne segnala la mancanza. Se i dati riportati sono sbagliati, correggi direttamente la voce biografica; le modifiche saranno visibili in questa lista entro pochi giorni. Per chiarimenti vedi il progetto biografie. La lista contiene solo le 413 persone che sono citate nell'enciclopedia e per le quali è stato implementato correttamente il template Bio. Pagina aggiornata al 18 ago 2025. |

- 1º luglio - Desiree Ajlec, ex sciatrice alpina slovena
- 1º luglio - Zelimchan Bakaev, calciatore russo
- 1º luglio - Khari Blasingame, giocatore di football americano statunitense
- 1º luglio - Frank Boya, calciatore camerunese
- 1º luglio - Benedetta Caretta, cantante italiana
- 1º luglio - Choi Mi-sun, arciera sudcoreana
- 1º luglio - Dominique Devenport, attrice, ballerina e modella svizzera
- 1º luglio - Ludovic Fabregas, pallamanista francese
- 1º luglio - Sandro Michel, bobbista, pesista e discobolo svizzero
- 1º luglio - Dominik Olejniczak, cestista polacco
- 1º luglio - Adelina Sotnikova, ex pattinatrice artistica su ghiaccio russa
- 1º luglio - Jakub Šural, calciatore ceco
- 2 luglio - Beret, rapper e cantante spagnolo
- 2 luglio - Martina Cristofani, ex cestista italiana
- 2 luglio - Zaire Franklin, giocatore di football americano statunitense
- 2 luglio - Julia Grabher, tennista austriaca
- 2 luglio - Tallon Griekspoor, tennista olandese
- 2 luglio - Radek Houser, snowboarder e ex calciatore ceco
- 2 luglio - Adnan Mohammad, calciatore danese
- 2 luglio - Jan Petelin, ciclista su strada lussemburghese
- 2 luglio - Ivan Scala, taekwondoka italiano
- 3 luglio - Sara Bonifacio, pallavolista italiana
- 3 luglio - Muusa Dama, cestista beninese
- 3 luglio - Mark Downey, ex pistard e ciclista su strada irlandese
- 3 luglio - Andre Fortune, calciatore statunitense
- 3 luglio - Alberto Gaitero, judoka spagnolo
- 3 luglio - Kendji Girac, cantante francese
- 3 luglio - Abdi Waiss Mouhyadin, mezzofondista gibutiano
- 3 luglio - Ryūya Mura, nuotatore giapponese
- 3 luglio - Andrea Picarelli, cestista italiano
- 3 luglio - Jaime Santos Latasa, scacchista spagnolo
- 3 luglio - Kumaahran Sathasivam, calciatore malese
- 3 luglio - Greg Sloggett, calciatore irlandese
- 3 luglio - Song Gyo-chang, cestista sudcoreano
- 4 luglio - James Allen, pilota automobilistico australiano
- 4 luglio - Justine Braisaz, biatleta francese
- 4 luglio - Yann Ehrlacher, pilota automobilistico francese
- 4 luglio - Ernesto Escobedo, ex tennista statunitense
- 4 luglio - Rebecca Gargano, schermitrice italiana
- 4 luglio - Daulton Hommes, cestista statunitense
- 4 luglio - Stephon Jelks, cestista statunitense
- 4 luglio - Facundo Ariel Silva Scheeffer, calciatore uruguaiano
- 4 luglio - Pat Spencer, cestista statunitense
- 5 luglio - Jaŭhen Bjarozkin, calciatore bielorusso
- 5 luglio - Frederik Brandhof, calciatore danese
- 5 luglio - Adama Diakhaby, calciatore francese
- 5 luglio - José Florentín, calciatore paraguaiano
- 5 luglio - Jakub Grič, calciatore slovacco
- 5 luglio - Penny Hart, giocatore di football americano statunitense
- 5 luglio - Ajdin Hrustic, calciatore australiano
- 5 luglio - Diontae Johnson, giocatore di football americano statunitense
- 5 luglio - Blerim Krasniqi, calciatore albanese
- 5 luglio - Elena Kratter, atleta paralimpica svizzera
- 5 luglio - Vasilikī Louka, cestista greca
- 5 luglio - Charalambos Makridis, calciatore tedesco
- 5 luglio - Iuliana Popa, canottiera rumena
- 5 luglio - Rim Un-sim, sollevatrice nordcoreana
- 5 luglio - Matías Santiago Sánchez, calciatore argentino
- 5 luglio - Rodrigo Tarín, ex calciatore spagnolo
- 5 luglio - Marko Tolić, calciatore croato
- 5 luglio - Brianna Turner, cestista statunitense
- 5 luglio - Stefano Valtulini, pilota motociclistico italiano
- 5 luglio - Roberto Zammarini, calciatore italiano
- 5 luglio - Zou Yuchen, cestista cinese
- 5 luglio - Kristupas Šleiva, lottatore lituano
- 6 luglio - Anatole Abang, calciatore camerunese
- 6 luglio - Kristal Abazaj, calciatore albanese
- 6 luglio - Bernhard Flaschberger, fondista e ex combinatista nordico austriaco
- 6 luglio - Sandra Näslund, sciatrice freestyle svedese
- 6 luglio - Robert Naylor, attore canadese
- 6 luglio - German Onugcha, calciatore russo
- 6 luglio - Mark Padun, ex ciclista su strada ucraino
- 6 luglio - Jovan Popzlatanov, calciatore macedone
- 7 luglio - Julie Allemand, cestista belga
- 7 luglio - Rustam Ashurmatov, calciatore uzbeko
- 7 luglio - Youssef Aït Bennasser, calciatore marocchino
- 7 luglio - Fabrizio Buschiazzo, calciatore uruguaiano
- 7 luglio - Caroline Drouin, rugbista a 15 francese
- 7 luglio - Fabinho, calciatore brasiliano
- 7 luglio - Tim Guers, cestista statunitense
- 7 luglio - Wilfrid Kaptoum, calciatore camerunese
- 7 luglio - Willem Kajander, velocista e giocatore di football americano finlandese
- 7 luglio - Christ Koumadje, cestista ciadiano
- 7 luglio - Frank Liivak, calciatore estone
- 7 luglio - Ivan Ljubic, calciatore austriaco
- 7 luglio - Bruno Lucas, ex calciatore brasiliano
- 7 luglio - Miloš Pantović, calciatore serbo
- 7 luglio - Alexander Prast, ex sciatore alpino italiano
- 7 luglio - Cryzan, calciatore brasiliano
- 7 luglio - Roberto Ramírez, calciatore argentino
- 7 luglio - Kristina San'kova, ex ginnasta ucraina
- 7 luglio - Mahamé Siby, calciatore maliano
- 7 luglio - Khyiris Tonga, giocatore di football americano statunitense
- 7 luglio - Damien Touzé, ciclista su strada francese
- 8 luglio - Raphael Aflalo, calciatore brasiliano
- 8 luglio - Eduardo Alano, giocatore di calcio a 5 brasiliano
- 8 luglio - Petr Galuška, calciatore ceco
- 8 luglio - Igor Goularte, calciatore brasiliano
- 8 luglio - Marlon Humphrey, giocatore di football americano e ostacolista statunitense
- 8 luglio - Igor' Konovalov, calciatore russo
- 8 luglio - Angela Lee, artista marziale mista statunitense
- 8 luglio - Haithem Loucif, calciatore algerino
- 8 luglio - Roberta Marzani, schermitrice italiana
- 8 luglio - Edoardo Masciangelo, calciatore italiano
- 8 luglio - Kaleem Simon, calciatore montserratiano
- 8 luglio - Marko Stolnik, calciatore croato
- 8 luglio - Sara Tardini, calciatrice italiana
- 8 luglio - Chiara Villarini, cestista italiana
- 8 luglio - Yanni Wetzell, cestista neozelandese
- 8 luglio - Logan Wilson, giocatore di football americano statunitense
- 9 luglio - Metehan Akyel, cestista turco
- 9 luglio - Dan í Soylu, calciatore faroese
- 9 luglio - Aloïs Confais, calciatore francese
- 9 luglio - Sirlord Conteh, calciatore tedesco
- 9 luglio - Kevin Hervey, cestista statunitense
- 9 luglio - Alec Ingold, giocatore di football americano statunitense
- 9 luglio - Fjoart Jonuzi, calciatore albanese
- 9 luglio - Vladislavs Kurakins, calciatore lettone
- 9 luglio - Scott McMann, calciatore scozzese
- 9 luglio - Megan Nick, sciatrice freestyle statunitense
- 9 luglio - Brett Rypien, giocatore di football americano statunitense
- 9 luglio - Clement Twizere, calciatore norvegese
- 9 luglio - Yerko Urra, calciatore cileno
- 9 luglio - Kubilay Yilmaz, calciatore turco
- 9 luglio - Ivan Zot'ko, calciatore ucraino
- 10 luglio - Anna Bašta, schermitrice russa
- 10 luglio - Amangali Bekbolatov, lottatore kazako
- 10 luglio - Jóannes Bjartalíð, calciatore faroese
- 10 luglio - Sabir Bougrine, calciatore belga
- 10 luglio - Ilija Dimitrov, calciatore bulgaro
- 10 luglio - Vasilikī Karampatsa, cestista greca
- 10 luglio - Dominik Kružliak, calciatore slovacco
- 10 luglio - Manrique Larduet, ginnasta cubano
- 10 luglio - Moon Ga-young, attrice sudcoreana
- 10 luglio - David Njoku, giocatore di football americano statunitense
- 10 luglio - Iōannīs Pittas, calciatore cipriota
- 10 luglio - Carmen Planötscher, slittinista italiana
- 10 luglio - Maxime Roger, giocatore di football americano francese
- 10 luglio - Jared Stroud, calciatore statunitense
- 10 luglio - Matheus Alessandro, calciatore brasiliano
- 11 luglio - Ross Stewart, calciatore scozzese
- 11 luglio - Alessia Cara, cantautrice canadese
- 11 luglio - Amy Cokayne, rugbista a 15 britannica
- 11 luglio - Harry Coppell, astista britannico
- 11 luglio - Alihan Demir, cestista turco
- 11 luglio - Rodrigo Iván Díaz, calciatore argentino
- 11 luglio - Giada Franco, rugbista a 15 italiana
- 11 luglio - Philipp Lienhart, calciatore austriaco
- 11 luglio - Raul Lô Gonçalves, calciatore brasiliano
- 11 luglio - Aaron Menzies, cestista britannico
- 11 luglio - Calon Minors, calciatore bermudiano
- 11 luglio - Cameron Oliver, cestista statunitense
- 11 luglio - Jacob Romero Gibson, attore giamaicano
- 11 luglio - Dalton Schultz, giocatore di football americano statunitense
- 11 luglio - Tayna, rapper e cantante kosovara
- 11 luglio - Tatsuya Shinhama, pattinatore di velocità su ghiaccio giapponese
- 11 luglio - Hartthijs de Vries, ciclista su strada olandese
- 11 luglio - James Whelan, ex ciclista su strada australiano
- 11 luglio - Andrija Živković, calciatore serbo
- 12 luglio - Adam Buksa, calciatore polacco
- 12 luglio - Moussa Dembélé, calciatore francese
- 12 luglio - Valentin Madouas, ciclista su strada francese
- 12 luglio - Thierry Manzi, calciatore ruandese
- 12 luglio - Will Stuart, rugbista a 15 britannico
- 12 luglio - Ahmet Önder, ginnasta turco
- 13 luglio - Ché Adams, calciatore inglese
- 13 luglio - Juraj Chvátal, calciatore slovacco
- 13 luglio - Gelson Dala, calciatore angolano
- 13 luglio - Max Heß, triplista tedesco
- 13 luglio - Zac Incerti, nuotatore australiano
- 13 luglio - Eneko Jauregi, calciatore spagnolo
- 13 luglio - Nikolai Muscat, calciatore maltese
- 13 luglio - Andreas Obst, cestista tedesco
- 13 luglio - Kodai Sakuraba, lottatore giapponese
- 13 luglio - Jared Wilson-Frame, cestista statunitense
- 14 luglio - Edin Bahtić, calciatore austriaco
- 14 luglio - Mikiah Brisco, velocista statunitense
- 14 luglio - Jacopo Lucarelli, cestista italiano
- 14 luglio - Angie Ponce, calciatrice ecuadoriana
- 14 luglio - Jesse Sekidika, calciatore nigeriano
- 14 luglio - Rina Tatsukawa, judoka giapponese
- 15 luglio - Husein Balić, calciatore austriaco
- 15 luglio - Mason Bennett, calciatore inglese
- 15 luglio - Teddy Bishop, calciatore inglese
- 15 luglio - Carole Bissig, ex sciatrice alpina svizzera
- 15 luglio - Ajla Del Ponte, velocista svizzera
- 15 luglio - Iver Fossum, calciatore norvegese
- 15 luglio - Munira bint Hamad Al Khalifa, nobildonna bahreinita
- 15 luglio - Lisa Klein, ciclista su strada e pistard tedesca
- 15 luglio - Vivianne Miedema, calciatrice olandese
- 15 luglio - Rodrigo Moreira, calciatore argentino
- 15 luglio - Giacomo Nicotera, rugbista a 15 italiano
- 15 luglio - Lorenco Šimić, calciatore croato
- 15 luglio - Trevor Stines, attore e modello statunitense
- 15 luglio - Ladislav Takács, calciatore ceco
- 15 luglio - Vilibald Vuco, calciatore croato
- 16 luglio - Kevin Abstract, rapper statunitense
- 16 luglio - Jesse Curran, calciatore australiano
- 16 luglio - Hassani Gravett, cestista statunitense
- 16 luglio - Luke Hemmings, cantautore e musicista australiano
- 16 luglio - Nicky Jones, attore e doppiatore statunitense
- 16 luglio - Martina Kacerik, cestista italiana
- 16 luglio - Cooper Koch, attore statunitense
- 16 luglio - Amath Ndiaye, calciatore senegalese
- 16 luglio - Manuel Pagliani, pilota motociclistico italiano
- 16 luglio - Ismael Sanogo, cestista statunitense
- 16 luglio - Takeshi Sasaki, judoka giapponese
- 16 luglio - Kamil Semeniuk, pallavolista polacco
- 16 luglio - Wiebke Silge, pallavolista tedesca
- 16 luglio - Nisré Zouzoua, cestista statunitense
- 16 luglio - Dominic Zwerger, hockeista su ghiaccio austriaco
- 17 luglio - Hardy Binguila, calciatore congolese (Repubblica del Congo)
- 17 luglio - Pedro Bortoluzo, calciatore brasiliano
- 17 luglio - Feliciano Brizuela, calciatore paraguaiano
- 17 luglio - Gary Chivichyan, cestista statunitense
- 17 luglio - Grace Fulton, attrice, regista e produttrice televisiva statunitense
- 17 luglio - Léo Duarte, calciatore brasiliano
- 17 luglio - Adrián Fuentes González, calciatore spagnolo
- 17 luglio - Gemma Galli, nuotatrice artistica italiana
- 17 luglio - Robin Koch, calciatore tedesco
- 17 luglio - Chloé Tutton, nuotatrice britannica
- 17 luglio - Chioma Umeala, modella, ballerina e attrice nigeriana
- 17 luglio - Ulrik Yttergård Jenssen, calciatore norvegese
- 17 luglio - Marcelo Antônio de Oliveira, calciatore brasiliano
- 18 luglio - Jonas Bager, calciatore danese
- 18 luglio - Jinty Caenepeel, ex calciatore belga
- 18 luglio - Luca Censoni, calciatore sammarinese
- 18 luglio - Džamaldin Chodžanijazov, calciatore russo
- 18 luglio - Yung Lean, rapper e cantante svedese
- 18 luglio - Francesco Ingargiola, schermidore italiano
- 18 luglio - Santiago Lebus, calciatore argentino
- 18 luglio - Roberta Melesi, sciatrice alpina italiana
- 18 luglio - Nasko Milev, calciatore bulgaro
- 18 luglio - Arturo Molina, calciatore spagnolo
- 18 luglio - Rəhim Sadıxov, calciatore azero
- 18 luglio - Kanjanaporn Saengkoon, calciatrice thailandese
- 18 luglio - Siebe Schrijvers, calciatore belga
- 18 luglio - Max Stryjek, calciatore polacco
- 19 luglio - Jonathan Araújo, cestista dominicano
- 19 luglio - Blessuan Austin, giocatore di football americano statunitense
- 19 luglio - Arica Carter, cestista statunitense
- 19 luglio - Bruno Gomes, calciatore brasiliano
- 19 luglio - Bryan Goncalves, calciatore francese
- 19 luglio - Eva Hovenkamp, velocista olandese
- 19 luglio - Nathaël Julan, calciatore francese († 2020)
- 19 luglio - Ivan Kričak, calciatore serbo
- 19 luglio - Emil Lindholm, pilota di rally finlandese
- 19 luglio - Mateus Norton, calciatore brasiliano
- 19 luglio - Oh Ha-young, cantante e attrice sudcoreana
- 19 luglio - Triantafyllos Pasalidīs, calciatore greco
- 19 luglio - Dániel Sallói, calciatore ungherese
- 19 luglio - Emerick Setiano, rugbista a 15 francese
- 19 luglio - Sheriff Sinyan, calciatore gambiano
- 19 luglio - Deniz Undav, calciatore tedesco
- 20 luglio - Waldemar Anton, calciatore tedesco
- 20 luglio - Marko Arapović, ex cestista croato
- 20 luglio - Naoto Baba, fondista giapponese
- 20 luglio - Dominik Baumgartner, calciatore austriaco
- 20 luglio - Joey Bragg, attore e comico statunitense
- 20 luglio - José Canale, calciatore paraguaiano
- 20 luglio - Samuel Gilmore, ex calciatore nigeriano
- 20 luglio - Timo Hübers, calciatore tedesco
- 20 luglio - Olivier Kemen, calciatore camerunese
- 20 luglio - Karl-Johan Lips, cestista estone
- 20 luglio - José Manuel Mendes Gomes, calciatore portoghese
- 20 luglio - Tandi Mwape, calciatore zambiano
- 20 luglio - Jaylen Samuels, giocatore di football americano statunitense
- 20 luglio - Ben Simmons, cestista australiano
- 20 luglio - Tremon Smith, giocatore di football americano statunitense
- 20 luglio - Álvaro Tejero, calciatore spagnolo
- 21 luglio - Tameem Al-Muhaza, calciatore qatariota
- 21 luglio - Joe Aribo, calciatore inglese
- 21 luglio - Anya Chalotra, attrice britannica
- 21 luglio - Vladislav Grinëv, nuotatore russo
- 21 luglio - Mikael Ingebrigtsen, calciatore norvegese
- 21 luglio - Elvis Kamsoba, calciatore burundese
- 21 luglio - Levani Kavjaradze, lottatore georgiano
- 21 luglio - Viljar Myhra, calciatore norvegese
- 21 luglio - Markus Nakkim, calciatore norvegese
- 21 luglio - Rico Preißinger, calciatore tedesco
- 21 luglio - Riley Ridley, giocatore di football americano statunitense
- 21 luglio - Kanyawee Songmuang, attrice e modella thailandese
- 21 luglio - Sam Underhill, rugbista a 15 britannico
- 22 luglio - Aziz Abdel Massih, cestista libanese
- 22 luglio - Mauricio Baldivieso, ex calciatore boliviano
- 22 luglio - Kamil Dankowski, calciatore polacco
- 22 luglio - Skyler Gisondo, attore statunitense
- 22 luglio - Indy Groothuizen, calciatore olandese
- 22 luglio - Christian Ilić, calciatore croato
- 22 luglio - Vishal Kaith, calciatore indiano
- 22 luglio - Kim Ji-hyeon, calciatore sudcoreano
- 22 luglio - Matej Marković, calciatore croato
- 22 luglio - Luka Menalo, calciatore bosniaco
- 22 luglio - Tobias Mølgaard, calciatore danese
- 22 luglio - William, rapper finlandese
- 22 luglio - Armon Watts, giocatore di football americano statunitense
- 22 luglio - Yang Hengyu, schermitrice cinese
- 23 luglio - Ante Aralica, calciatore croato
- 23 luglio - Petar Bočkaj, calciatore croato
- 23 luglio - Danielle Bradbery, cantante statunitense
- 23 luglio - Jordy Bruijn, calciatore olandese
- 23 luglio - Sam Burns, golfista statunitense
- 23 luglio - Saúl Crespo, calciatore spagnolo
- 23 luglio - Jacobo Díaz Alejano, cestista spagnolo
- 23 luglio - David Dobrik, youtuber, attore e personaggio televisivo slovacco
- 23 luglio - Rachel G. Fox, attrice e cantante statunitense
- 23 luglio - Cristian González, calciatore uruguaiano
- 23 luglio - Klava Koka, cantante, youtuber e conduttrice televisiva russa
- 23 luglio - Álex Mula, calciatore spagnolo
- 23 luglio - Rodrigo Pérez Casada, calciatore uruguaiano
- 23 luglio - Wataru Tanigawa, ginnasta giapponese
- 23 luglio - Sad'eeq Yusuf, calciatore nigeriano
- 24 luglio - Mehmet Alemdaroğlu, cestista turco
- 24 luglio - Ikeem Allen, giocatore di football americano statunitense
- 24 luglio - Armando Anastasio, calciatore italiano
- 24 luglio - Amit Bitton, calciatore israeliano
- 24 luglio - Nicholas Corten, taekwondoka belga
- 24 luglio - Giulia Gabbrielleschi, nuotatrice italiana
- 24 luglio - Dostonbek Hamdamov, calciatore uzbeko
- 24 luglio - Borna Kapusta, cestista croato
- 24 luglio - Justin Krewson, slittinista statunitense
- 24 luglio - Ivan Majcunić, cestista croato
- 24 luglio - Jordan McGhee, calciatore scozzese
- 24 luglio - Aaron McGowan, calciatore inglese
- 24 luglio - Joe Mixon, giocatore di football americano statunitense
- 24 luglio - Kano Omata, sincronetta giapponese
- 24 luglio - Ryduan Palermo, calciatore argentino
- 24 luglio - Davide Plebani, pistard, ciclista su strada e paraciclista italiano
- 24 luglio - Marion Romanelli, calciatrice francese
- 24 luglio - James Ryan, rugbista a 15 irlandese
- 24 luglio - Aaron Tran, pattinatore di short track statunitense
- 24 luglio - Oliver Zeidler, canottiere e ex nuotatore tedesco
- 25 luglio - Adriel Ba Loua, calciatore ivoriano
- 25 luglio - Mehdi Chahiri, calciatore francese
- 25 luglio - Sergio El Darwich, cestista libanese
- 25 luglio - Luca Fiordilino, calciatore italiano
- 25 luglio - Filippo Ganna, ciclista su strada e pistard italiano
- 25 luglio - Emily Garnier, calciatrice statunitense
- 25 luglio - Kōnstantinos Kotsarīs, calciatore greco
- 25 luglio - Jacob Tuioti-Mariner, giocatore di football americano statunitense
- 25 luglio - Michael Weist, produttore cinematografico e attore statunitense
- 25 luglio - Paulo Henrique de Oliveira Alves, calciatore brasiliano
- 25 luglio - Eray Şamdan, karateka turco
- 26 luglio - Adam Bareiro, calciatore paraguaiano
- 26 luglio - Michael Ben David, cantante e ballerino israeliano
- 26 luglio - Van Jefferson, giocatore di football americano statunitense
- 26 luglio - Kōya Kitagawa, calciatore giapponese
- 26 luglio - Marcel Marques, giocatore di calcio a 5 brasiliano
- 26 luglio - Michaela Mlejnková, pallavolista ceca
- 26 luglio - Navid Nasseri, calciatore inglese
- 26 luglio - Michał Nowaczyk, snowboarder polacco
- 26 luglio - Dominik Radić, calciatore croato
- 26 luglio - Jenny Rautionaho, saltatrice con gli sci finlandese
- 26 luglio - Shaun Rooney, calciatore scozzese
- 27 luglio - Jameel Al-Yahmadi, calciatore omanita
- 27 luglio - Chris Cokley, cestista statunitense
- 27 luglio - Trey Drechsel, cestista statunitense
- 27 luglio - Lucas Dussoulier, cestista francese
- 27 luglio - Mohammad Reza Geraei, lottatore iraniano
- 27 luglio - Marco Giordano, pattinatore di short track italiano
- 27 luglio - Zach Hankins, cestista statunitense
- 27 luglio - Taron Johnson, giocatore di football americano statunitense
- 27 luglio - Valeria Monterubbiano, calciatrice italiana
- 27 luglio - Ashlyn Sanchez, attrice statunitense
- 27 luglio - Dawit Seyaum, mezzofondista etiope
- 27 luglio - Anthony Sosa, calciatore uruguaiano
- 27 luglio - Jhojan Valencia, calciatore colombiano
- 27 luglio - Yūki Ōhashi, calciatore giapponese
- 28 luglio - Arbenita Curraj, calciatrice albanese
- 28 luglio - Harriet Dart, tennista britannica
- 28 luglio - Alex Roldán, calciatore statunitense
- 28 luglio - Yankuba Sima, cestista spagnolo
- 28 luglio - Samuel Tetteh, calciatore ghanese
- 28 luglio - Rasmus Tiller, ciclista su strada norvegese
- 29 luglio - Abdullahi Alfa, calciatore nigeriano
- 29 luglio - Chandler Cox, giocatore di football americano statunitense
- 29 luglio - Annette Echikunwoke, martellista statunitense
- 29 luglio - Giorgi Kharaishvili, calciatore georgiano
- 29 luglio - Julie Myhre, fondista norvegese
- 29 luglio - Bobby Okereke, giocatore di football americano statunitense
- 29 luglio - Pejiño, calciatore spagnolo
- 29 luglio - Marko Sedlaček, pallavolista croato
- 29 luglio - Jacob Storevik, calciatore norvegese
- 29 luglio - Sintayehu Vissa, mezzofondista italiana
- 30 luglio - Ariel Atkins, cestista e allenatrice di pallacanestro statunitense
- 30 luglio - Fatin Shidqia, cantante indonesiana
- 30 luglio - Márkó Filipovity, cestista ungherese
- 30 luglio - Flamarion, calciatore brasiliano
- 30 luglio - Jonas Gregaard, ciclista su strada danese
- 30 luglio - Cole Holcomb, giocatore di football americano statunitense
- 30 luglio - Michal Jonec, calciatore slovacco
- 30 luglio - Synnøve Karlsen, attrice scozzese
- 30 luglio - Dylan Larkin, hockeista su ghiaccio statunitense
- 30 luglio - Jacob Lofland, attore statunitense
- 30 luglio - Matt McCarthy, cestista australiano
- 30 luglio - Artëm Nijazov, giocatore di calcio a 5 russo
- 30 luglio - Austin North, attore statunitense
- 30 luglio - Leandro Otormín, calciatore uruguaiano
- 30 luglio - Juho Pirttijoki, ex calciatore finlandese
- 30 luglio - Alessandro Piu, calciatore italiano
- 30 luglio - Nina Stojanović, tennista serba
- 30 luglio - Hans Vaccari, ex sciatore alpino italiano
- 31 luglio - Facundo Barboza, calciatore argentino
- 31 luglio - Thiago Cardozo, calciatore uruguaiano
- 31 luglio - Cravon Gillespie, velocista statunitense
- 31 luglio - Nejc Hozjan, giocatore di calcio a 5 sloveno
- 31 luglio - Valtteri Lehtinen, attore e cantante finlandese
- 31 luglio - Giuseppe Leonardi, velocista italiano
- 31 luglio - Jamie Malonzo, cestista filippino
- 31 luglio - Blake Michael, attore, cantante e modello statunitense
- 31 luglio - LaQuan Nairn, lunghista e triplista bahamense
- 31 luglio - James Palmer, cestista statunitense
- 31 luglio - Mauricio Tévez, calciatore argentino